# Niep (Naturschutzgebiet)
Das Naturschutzgebiet Niep  liegt auf dem Gebiet der Stadt Kempen im Kreis Viersen in Nordrhein-Westfalen. Das etwa 29,37 ha große Gebiet, das im Jahr 1934 unter Naturschutz gestellt wurde, erstreckt sich östlich des Stadtteils Tönisberg.